# Dia da Soberania Nacional
O Dia da Soberania Nacional (em castelhano:  Día de la Soberanía Nacional) é um feriado nacional da Argentina, comemorado durante o dia 20 de novembro  Comemora a Batalha de Vuelta de Obligado, quando um pequeno exército argentino se opôs a uma marinha anglo-francesa que invadiu o rio Paraná em 20 de novembro de 1845, contra a vontade da Confederação Argentina.  Embora a batalha em si tenha terminado com uma derrota argentina, as perdas da Grã-Bretanha e da França em toda a campanha militar foram tão altas que os dois países foram forçados à mesa de negociações e assinaram um tratado com Juan Manuel de Rosas. O dia foi decretado como feriado nacional em 1974, a pedido do historiador revisionista José María Rosa, e promovido a feriado nacional em 2010. 

## História
José María Rosa foi o primeiro a fazer referência ao dia 20 de novembro como o dia da Soberania Nacional Argentina. Foi em 1950, durante o segundo governo de Juan Domingo Perón.  O governo peronista não endossou abertamente o revisionismo histórico da história da Argentina (que buscava modificar as perspectivas dominantes sobre Juan Manuel de Rosas), mas permitiu manifestações públicas dele. O próprio Perón admirava Rosas e a batalha de Vuelta de Obligado desde o tempo da escola militar,  mas não se envolveu na polêmica historiográfica durante sua presidência: sustentou que "já tenho problemas suficientes com os vivos, para lutar com os mortos pessoas também".  O revisionismo rosista foi proibido durante a proscrição peronista da Revolução Libertadora.  A primeira menção oficial à data foi feita pelo governador da província de Buenos Aires, Carlos Aloé, em 1953. 
Em 1954, José María Rosa e Ernesto Palacio criaram a "Organização Popular para a repatriação dos restos mortais do General Rosas". Rosas morreu em 1877 em Southampton, e seu corpo não havia sido devolvido à Argentina.  A Lei 20.769 foi proposta para repatriar o corpo de Rosas e criar um Dia da Soberania Nacional pelo senador Cornejo Linares . A proposta foi aprovada em 14 de novembro de 1973 pelo Senado. Foi aprovado com emendas pela Câmara dos Deputados, e voltou ao Senado. A nova versão não incluía a nova observância, mas apenas a repatriação. Com isso, o deputado Gallo propôs uma nova lei, a lei 20.770, especificamente para a nova observância. Ambas as leis foram aprovadas em 25 e 26 de setembro de 1974. A Lei 20.770 foi promulgada pelo poder executivo no dia 3 de outubro seguinte. 
Em 2010, ano do Bicentenário da Argentina, a presidente Cristina Fernández de Kirchner, que apoia abertamente o revisionismo histórico argentino,  fez uma nova proposta para aumentar o número de feriados na Argentina. Uma das propostas era transformar o Dia da Soberania Nacional em feriado nacional, em vez de apenas uma observância. A proposta foi posteriormente promulgada por um Decreto de Necessidade e Urgência em 3 de novembro. 

## Primeira Celebração
O novo feriado foi celebrado pela primeira vez em 2010 em Obligado, local da batalha, em um ato que contou com a presença do presidente, do historiador revisionista Pacho O'Donnell e de outros políticos. A comemoração contou com a inauguração de um monumento do evento, idealizado por Rogelio Polesello. 
A União Cívica Radical (UCR) foi rosista em seus primeiros tempos, e elogiou as ideias dos velhos federalistas. As cores do escudo, vermelho e branco, refletem essa filiação: os federalistas usavam distintivos vermelhos, e o branco é a cor do Partido Branco do Uruguai (o moderno Partido Nacional), do aliado de Rosas, Manuel Oribe. A UCR se distanciou dessas ideias nos anos posteriores, adotando a historiografia anti-rosista. Por isso, alguns ficaram surpresos com a presença de Leopoldo Moreau, um dos dirigentes da UCR, entre os convidados. 
O novo feriado não gerou nenhuma polêmica política. 